# Alcichthys
Alcichthys és un gènere de peixos pertanyent a la família dels còtids.

## Taxonomia
- Alcichthys alcicornis (Herzenstein, 1890)[4]
- Alcichthys elongatus (Steindachner, 1881)[5][6][7][8][9]